# Chuck Patton
Francis Chuck Patton (California, 1960) è un fumettista e sceneggiatore statunitense, di origini afroamericane.
Nel circolo è noto principalmente per il suo lavoro sulla testata della DC comics Justice League of America negli anni ottanta, periodo in cui il gruppo si stabilì a Detroit, Michigan, espandendosi con nuovi supereroi provenienti da nazioni diverse. Assieme a Gerry Conway, Patton diede vita a personaggi quali Gipsy, Vibe, Cadre, Overmaster e Paragon, oltre a operare il redesign di Vixen e Comandante Acciaio.

## Biografia

### Carriera nei fumetti
Autore autodidatta (sebbene diplomato in arte), le influenze artistiche di Patton includono José Luis García-López, John Buscema, Gil Kane, Neal Adams e Dick Giordano. Sebbene inizialmente intenzionato ad intraprendere la carriera di giornalista, Patton è stato in seguito introdotto al mondo del fumetto principalmente grazie a Giordano, membro di spicco della DC che gli affida la parte grafica di alcune storie di Creeper e The Flash.
Dopo aver illustrato alcune brevi saghe di Green Lantern, The Brave and the Bold e Freccia Verde, Patton diviene il disegnatore principale della Justice League of America a partire dalla pubblicazione dell'agosto 1983. Durante questo periodo condivideva un appartamento con Shawn McManus. Patton disegna i numeri dal 217 al 239, periodo di grandi cambiamenti per il gruppo supereroistico, che tuttavia non vengono accolti in maniera positiva dai lettori, cosa che porta il disegnatore ad abbandonare la testata convinto d'aver fatto infuriare la grande maggioranza dei fan.
Dopo tale evento Patton fatica a trovare un posto fisso in una testata, motivo per il quale si dedica a molteplici titoli quali: Vigilante, Omega Men, Giovani Titani, Legione dei Supereroi, Blue Beetle, Secret Origins, Outsiders, Action Comics e DC Challenge.
In questo periodo lavora inoltre per altre case editrici quali la Eclipse e la Marvel, per cui illustra alcune storie di DNAgents, Daredevil e X-men. La casa editrice lo prese in considerazione per subentrare a Todd McFarlane al timone de L'Incredibile Hulk, ma rifiuta nel momento in cui questi gli chiedono di emulare lo stile di McFarlane.

### Carriera nell'animazione
Nel 1988, dopo più di cinque anni nel circolo dei fumetti, diviene disilluso dal settore e decide di dedicarsi all'animazione trasferendosi dunque a Los Angeles, dove al tempo veniva prodotta la maggior parte delle serie animate. Come sceneggiatore e characters designer, Patton collabora a numerose serie, tra cui: Dinosaucers, G.I. Joe, Un videogioco per Kevin, Super Mario, Roswell Conspiracies, L'ispettore Gadget, Teen Titans, Dead Space - La forza oscura, Tartarughe Ninja e Spawn.
Il campo dell'animazione dona grande successo a Patton, tanto che nel 1999 arriva a vincere un Emmy Award.